# 조 버든

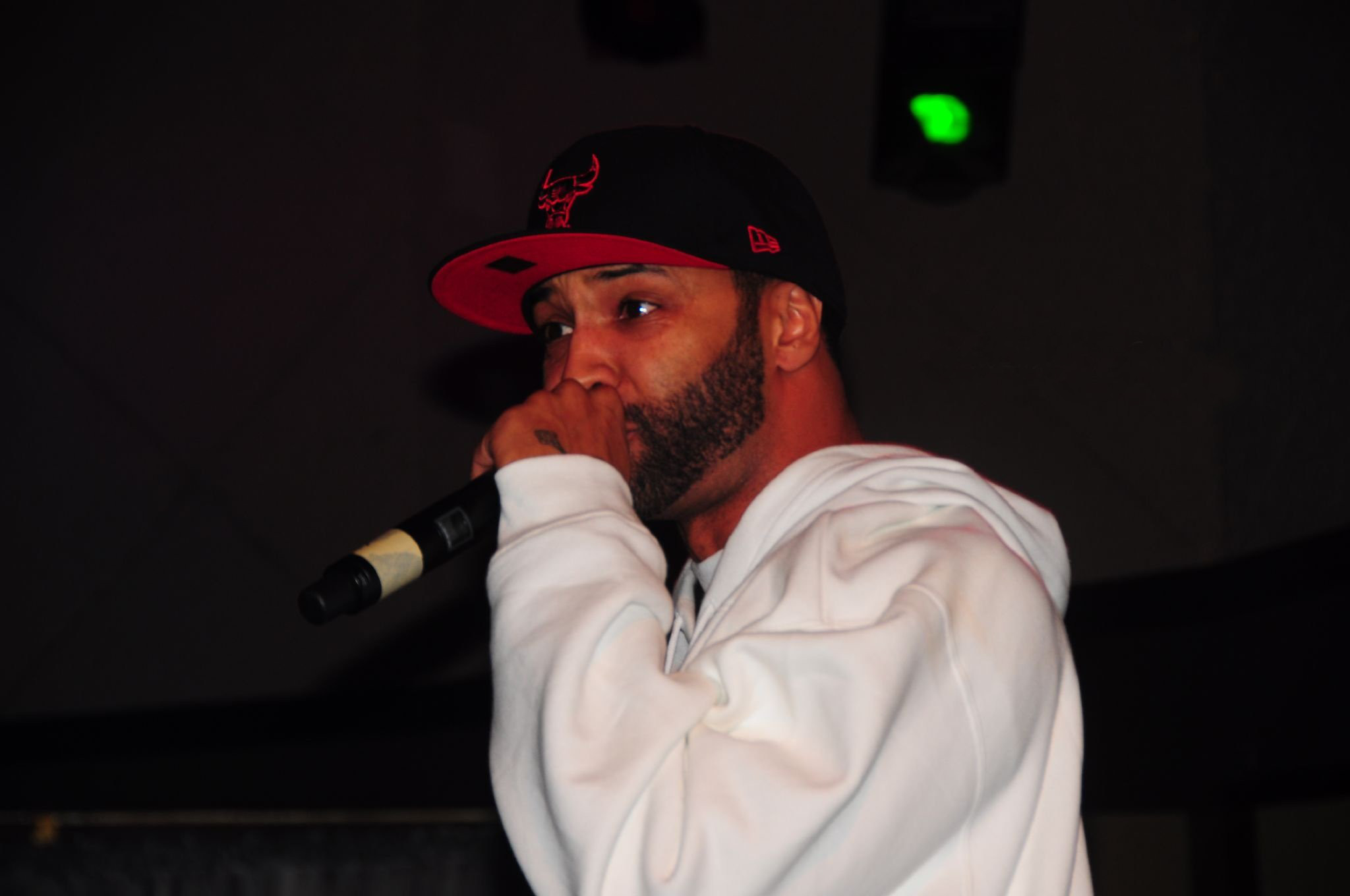

조 버든(Joe Budden)(본명:Joseph Anthony Budden II 출생:1980년 8월 31일 ~ )은 미국의 랩퍼이다. 뉴욕에서 태어났다.

## 생애
그는 2003년 앨범 'Joe Budden'으로 데뷔했다. 그의 싱글인 'Pimp It Up'은 영화 분노의 질주의 사운드트랙으로 실렸다. 두 번째 싱글인 'Fire'는 버스타 라임즈가 참여했다. 그의 데뷔앨범은 빌보드 200에서 10위를 차지한다. 그는 두 번째 앨범 발매 후 힙합레이블 데프잼이 그를 픽업시키려 했으나, 계약은 취소됐다. 또한 락커펠라 레코드도 그를 픽업시키려 했었으나, 실패했다.
2008년 'Mood Muzik 3: For Better or for Worse'을 발매했다.
2009년 힙합가수인 버스타 라임즈와 우 탱 클랜과의 비프가 있었으나,화해했다.